# Envitec Biogas
Die EnviTec Biogas AG ist ein Unternehmen, das Biogasanlagen und Anlagen zur Biogasaufbereitung plant, baut, herstellt und betreibt. Bei Technologien zur effizienten Biogaserzeugung ist EnviTec Weltmarktführer. Weiterhin bietet EnviTec Biogas Dienstleistungen an.

## Geschichte
Das Unternehmen wurde 2002 durch Olaf von Lehmden, Kunibert Ruhe und Tobias Schulz gegründet. Im folgenden Jahr errichtete es die erste Biogasanlage. Den ersten Auftrag aus dem Ausland erhielt es 2005. In dem Jahr wurden auch die Töchter EnviTec South East Europe und EnviTec Italia gegründet. 2006 wurde EnviTec Central Europe gegründet. Weiterhin wurde die EnviTec Biogas (India) Private Limited mit einer 50-prozentigen Beteiligung der Malavi Power Plant Ltd. in Bangalore gegründet. 2007 wurden EnviTec Biogas UK und EnviTec Nederland gegründet. Ende 2011 wurde das Portfolio um die Direktvermarktung von Strom und die Wärmeversorgung aus dezentralen BHKW erweitert. Die Firma leitet derzeit Olaf von Lehmden.
Im Januar 2025 kaufte EnviTec die Uniper-Tochtergesellschaft LIQVIS GmbH, die LNG-Tankstellen in Deutschland betreibt.

## Geschäftstätigkeit
Das Unternehmen ist außer in Deutschland in 15 Ländern weltweit vertreten. Bis Dezember 2019 waren EnviTec-Biogasanlagen mit einer Nennleistung von 458 Megawatt in Betrieb, die selbstbetriebenen Anlagen hatten eine Kapazität von rund 65,6 Megawatt. Die EnviTec-Gruppe beschäftigt 433 Mitarbeiter (Dezember 2019). 2019 hat EnviTec Biogas einen Umsatz von 213,6 Millionen Euro (Auslandsumsatz: 76,3 Mio. Euro) und ein operatives Ergebnis (EBIT) von 13,1 Millionen Euro erzielt.

## Aktie
Am 12. Juli 2007 ging das Unternehmen an die Frankfurter Wertpapierbörse im Prime Standard. Der Ausgabepreis lag bei 47 Euro, zuvor war eine Preisspanne von 42 bis 52 Euro festgelegt worden, die Erstnotiz lag bei 50,50 Euro. Der Greenshoe mit einem Volumen von 673.000 Aktien wurde dabei vollständig ausgeübt. Nach dem Börsengang hielten 32,8 % der Aktien die von Lehmden Beteiligungs GmbH, 21,9 % die TS Holding GmbH und 10,9 % die Ruhe Verwaltungs GmbH. Am 24. September 2007 wurde die Aktie in den ÖkoDAX aufgenommen. Daneben ist sie im niedersächsischen Aktienindex Nisax20 notiert.
Am 29. August 2013 wechselte das Unternehmen in den Entry Standard, womit eine Zulassungsvoraussetzung zum ÖkoDAX entfiel. Die Notierung im Entry Standard endete am 1. März 2017 mit dessen Auflösung.
Großaktionäre sind von Lehmden Beteiligungs GmbH 37,60 % und TS Holding GmbH 25,90 %. Rund 36,5 % befinden sich im Streubesitz.